# Cantonul Périgueux-Ouest
Cantonul Périgueux-Ouest este un canton din arondismentul Périgueux, departamentul Dordogne, regiunea Aquitania, Franța.

## Comune
- Chancelade
- Coulounieix-Chamiers
- Marsac-sur-l'Isle
- Périgueux (parțial, reședință)